# 沙普瓦
沙普瓦（法語：Chapois，法語發音：[ʃapwa]）是法国汝拉省的一个市镇，属于隆斯勒索涅区。

## 地理
沙普瓦（46°50'12"N, 5°57'40"E）面积10.07 平方千米，位于法国勃艮第-弗朗什-孔泰大區汝拉省，该省份为法国东部内陆省份，北起上索恩省，西北接科多尔省，西临索恩-卢瓦尔省，南至安省，东与杜省和瑞士接壤。
与沙普瓦接壤的市镇（或旧市镇、城区）包括：叙普特、昂德洛昂蒙塔涅、埃塞尔瓦勒塔特尔、勒拉尔德雷、莱南、翁格利耶尔、普莱尼斯、蒙塔尼地区韦尔。
沙普瓦的时区为UTC+01:00、UTC+02:00（夏令时）。

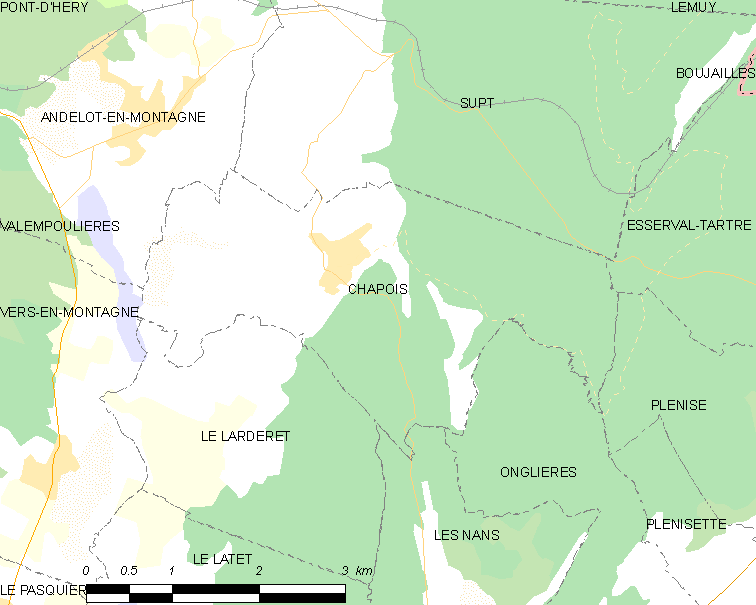
沙普瓦的OSM定位图

## 行政
沙普瓦的邮政编码为39300，INSEE市镇编码为39105。

## 政治
沙普瓦所属的省级选区为尚帕尼奥勒县。

## 人口

1962-2008年间沙普瓦人口变化图示

沙普瓦于2022年1月1日时的人口数量为216人。